# Ocyptamus cyclops
Ocyptamus cyclops är en tvåvingeart som först beskrevs av Hull 1947.  Ocyptamus cyclops ingår i släktet Ocyptamus och familjen blomflugor.
Artens utbredningsområde är Colombia. Inga underarter finns listade i Catalogue of Life.